# Piero Regnoli
Piero Regnoli (Roma, 19 de julho de 1921 - Roma, 27 de abril de 2001) foi um diretor e roteirista italiano.

## Filmografia
- 1957 – La chiamavan Capinera...
- 1958 – Anche l'inferno trema
- 1960 – Ti aspetterò all'inferno (Encontro no inferno)
- 1960 – L'ultima preda del vampiro
- 1962 – Re Manfredi
- 1963 – Lo sparviero dei Caraibi
- 1964 – Appuntamento a Dallas  (como Dean Craig)
- 1964 – Maciste nelle miniere di re Salomone  (como Martin Andrews)
- 1973 – Biancaneve e i sette nani
- 1973 – I giochi proibiti dell'Aretino Pietro
- 1976 – La principessa sul pisello